# Mastigoteuthidae
Famille
Genres de rang inférieur
- Idioteuthis
- Mastigoteuthis

Les mastigoteuthidés (Mastigoteuthidae) forment une famille de calmars (céphalopodes décapodes). La plupart des espèces de cette famille sont abyssales ou glaciaires.

## Liste des espèces
Selon World Register of Marine Species (16 mai 2016) :
- genre Echinoteuthis Joubin, 1933

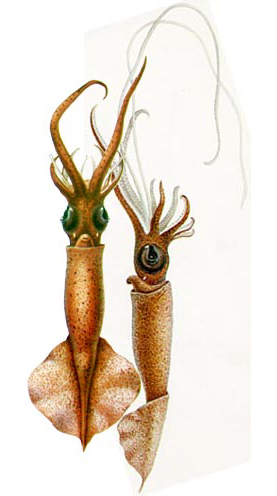
Mastigoteuthis glaukopsis

  - espèce Echinoteuthis atlantica (Joubin, 1933)
  - espèce Echinoteuthis danae Joubin, 1933
  - espèce Echinoteuthis famelica (Berry, 1909)
- genre Idioteuthis Sasaki, 1916
  - espèce Idioteuthis cordiformis (Chun, 1908)
- genre Magnoteuthis Salcedo-Vargas & Okutani, 1994
  - espèce Magnoteuthis magna (Joubin, 1913)
  - espèce Magnoteuthis microlucens (Young, Lindgren & Vecchione, 2008)
- genre Mastigopsis Grimpe, 1922
  - espèce Mastigopsis hjorti (Chun, 1913)
- genre Mastigoteuthis Verrill, 1881
  - espèce Mastigoteuthis agassizii A. E. Verrill, 1881
  - espèce Mastigoteuthis dentata Hoyle, 1904
  - espèce Mastigoteuthis flammea Chun, 1908
  - espèce Mastigoteuthis glaukopis Chun, 1908
  - espèce Mastigoteuthis grimaldii (Joubin, 1895)
  - espèce Mastigoteuthis psychrophila Nesis, 1977
  - espèce Mastigoteuthis schmidti Degner, 1925
  - espèce Mastigoteuthis tyroi Salcedo-Vargas, 1997
- genre Mastigotragus Young, Vecchione & Braid, 2014
  - espèce Mastigotragus pyrodes (Young, 1972)

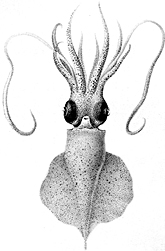
Idioteuthis cordiformis
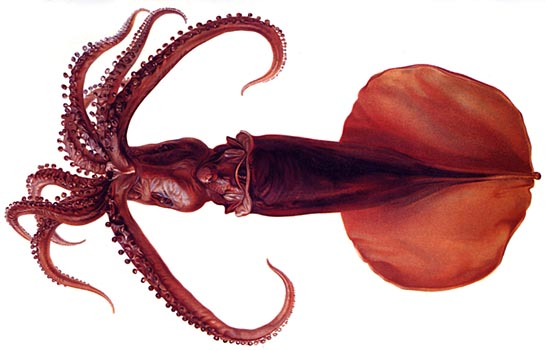
Mastigoteuthis magna